# Magic Town
Magic Town is een Amerikaanse filmkomedie uit 1947 onder regie van William A. Wellman. Destijds werd de film in Nederland uitgebracht onder de titel Het stond in de krant.

## Verhaal
De mislukte enquêteur Rip Smith ontdekt een doorsnee stadje dat in alle opzichten perfect de gemiddelde Amerikaanse opinie weerspiegelt. Wanneer zijn ontdekking bekend wordt, veroorzaakt dat problemen voor de inwoners.

## Rolverdeling
| Acteur          | Personage        |
| --------------- | ---------------- |
| James Stewart   | Rip Smith        |
| Jane Wyman      | Mary Peterman    |
| Kent Smith      | Hoopendecker     |
| Ned Sparks      | Ike              |
| Wallace Ford    | Lou Dicketts     |
| Regis Toomey    | Ed Weaver        |
| Ann Doran       | Mevrouw Weaver   |
| Donald Meek     | Mijnheer Twiddle |
| E.J. Ballantine | Moody            |
| Ann Shoemaker   | Moeder Peterman  |
| Mickey Kuhn     | Hank Nickleby    |
| Howard Freeman  | Nickleby         |
| Harry Holman    | Burgemeester     |
| Mary Currier    | Mevrouw Frisby   |
| Mickey Roth     | Bob Peterman     |